# 小岛文美
小岛文美是一位日本插画家。主要作品为菊地秀行的小说插图以及恶魔城系列的角色设定。她也曾为同人活动Comic Market的目录绘制过封面。她自学成才，在一次訪談中 小島透露自己喜欢看少年漫画 小說來獲得作畫靈感。

## 作品
她将为众筹游戏《血污：夜之仪式》设计实体版外包装，给支付众筹金额100美元以上的玩家。同时她也表示只为该项目“提供了很少的时间”。游戏预计将于2018年第一季度发行。

### 书籍
- Santa Lilio Sangre 緋いユリ 小島文美 画集（飛鳥新社）2010年

### 游戏
- 恶魔城系列
  - 恶魔城X 月下夜想曲
  - 恶魔城 白夜协奏曲
  - 恶魔城～晓月的圆舞曲～
  - 恶魔城 无罪的叹息
  - 恶魔城 暗之咒印
  - 恶魔城X年代记
  - 恶魔城 绝望协奏曲